# 제1항공여단 (대한민국)
제1항공여단은 대한민국 육군 항공작전사령부의 항공여단으로, 경기도 하남시에 본부를 두고 공격 및 강습 헬리콥터를 운용한다.

## 역사
1978년 6월 1일에 창설되었다. 제61항공단에 UH-1H를 운용하는 제202, 203항공대대가 창설되었다.
1980년 5·18 광주 민주화 운동 진압을 위해 육군본부의 "헬기 작전계획 실시"에 따라 제1항공여단장 송진원 준장은 예하부대 중에서 제1항공여단의 제103항공대대, 제31항공단의 제501, 506항공대대, 제61항공단의 제202, 203항공대대를 5월 22일에 광주시로 투입하였다.
2007년 5월 9일에 열린 지역주민초청부대개방 축제에서 헬리콥터의 로터에 인한 소음 때문에 주둔 지역의 주민들과 충돌이 있으나, 여단의 이전 계획은 아직 없다고 여단장 손정식 대령이 답변하였다.
2003년 7월 1일, 임무형 항공부대로 개편되었다.
2004년 7월 1일, 기능형 항공부대로 개편되었다.

## 부대

### 현재
- 제502항공대대
- 제901항공대대 (AH-64E)
- 제902항공대대 (AH-64E)
- 제111항공대 - 백령도

### 5.18 당시
여단장: 송진원 준장
| - 제31항공단 (MD 500, AH-1J) - 단장: 방영제 대령 - 제103항공대대: 이정부 중령 - 제501항공대대: 김철중 중령 - 제505항공대대 - 제506항공대대: 김동근 중령 - 제602항공대대 - 제603항공대대 - 제604항공대대 | - 제61항공단 (UH-1H, U-6) - 단장: 송승열 대령 - 제201항공대대 - 제202항공대대: 이계달 중령 - 제203항공대대: 백승목 중령 - 제204항공대대 - 제205항공대대 - 제601항공대대 |

### 이전
- 제2항공단, 1999년 4월 20일 여단으로 재편성됨.
- 제61항공단, 1998년 4월 1일, 서수 2로 바뀜.

## 기록

### 계보
- 1978년 6월 1일, 제1항공여단

### 소속
- (불명), 1978년 6월 1일
- 육군항공작전사령부, 1999년 4월 20일

## 참고
1. ↑  이숙경 (2020년 7월 28일). “대한민국 영공 수호 UH-1H, 퇴역한다...52년간 지구 3,649바퀴”. 코나스넷. 2020년 11월 27일에 확인함.
2. ↑  김형로 (2017년 5월 15일). “5·18 때 광주 전일빌딩 헬기 사격한 부대는?”. 노컷뉴스. 광주CBS. 2020년 11월 27일에 확인함.
3. ↑  김영수 (2007년 5월 9일). “초이동 '항공여단' 이전 계획 없다”. 2020년 11월 27일에 확인함.
4. 1 2  “전일빌딩 헬기 사격의 진실 '일문일답'”. 광주in. 2017년 5월 15일. 2020년 11월 27일에 확인함.